# ワグナーチューバ
ワグナーチューバ（Wagner tuba、ワーグナーチューバとも）は、オーケストラで稀に見かける中低音域の金管楽器であり、主にホルン奏者が持ち替えて演奏する。外観は、ドイツや東欧の吹奏楽に用いられるテノールホルンやバリトンとよく似ているが、使われるマウスピースや楽器の構造が異なる。

## 成り立ち
この楽器は、ワーグナーが『ニーベルングの指環』の上演に当たり、新たな音色を求めて編成に採り入れたものである。
ワーグナーは1853年にパリを訪れ、楽器製作者のアドルフ・サックスの店に立ち寄っており、その経験がワーグナーチューバの成立に影響を与えている。アドルフ・サックスは1840年代にソプラノからコントラバスに至る同属の金管楽器群「サクソルン」や「サクソテューバ」「サクソトロンバ」を次々と考案しているが、フランスで広まりつつあったこれらの楽器は、当時のドイツで使われていた類似の楽器よりも管が細く、華奢な音色が与えられていた。
また、ワーグナーは、金管楽器を音色の異なる4種類のグループに編成しようと考え、トランペットセクションにバストランペット、トロンボーンセクションにコントラバストロンボーンを追加し、ホルンは8本に増強した。
チューバセクションについては、ハ調（C）または変ロ調（B♭）のコントラバスチューバ（通常の「チューバ」）に、テナーおよびバスチューバを2本ずつ追加する形とした。新しく追加されたチューバをホルン奏者が担当するという事情から、劇場スタッフの一員であり、ホルン奏者でもあったハンス・リヒターが楽器の調達にあたった。「ニーベルングの指環」のバイロイト初演の前年である1875年に至るまで、ドイツ中のいくつもの楽器工房で試作が繰り返されたという。ドイツでは主にカール・モリッツの製作した楽器が用いられていたと考えられている。
実際、ワグナーチューバ登場以前の類似の楽器は、枚挙に暇がない。例えば1844年にチェコの金管楽器製作者ヴァーツラフ・チェルヴェニーの考案したチューバに似た金管楽器「コルノン」（cornon）は、ホルンと同じような小型のマウスピースを用い、左手でヴァルヴを操作するものであったことが確認できる。テノールホルンやバリトンも、すでに登場していた。従って、リヒターが新しい楽器の製造依頼に奔走したのは、「全く新しい楽器の発明」というよりも、むしろ「ホルン奏者が演奏できるチューバの必要性」という切実な事情によったのではないかとも考えられる。

## 構造
フレンチ・ホルンより太くバス・チューバより細い円錐管を持つ。マウスピースはチューバのような茶碗形の浅めで大きなカップのものではなく、ホルンで用いられるシャンパン・グラス状のカップが深く小さいものを使う。ホルン奏者が演奏することを前提としているため、他の金管楽器とは異なり、右手でなく左手でヴァルヴを操作するよう設計されている。

## 種類
ワーグナーチューバには変ロ調（B♭）のテナーとヘ調（F）のバスの2種類がある。これらはいずれも移調楽器であり、実音に対して変ロ調テナーが長2度高く、バスでは完全5度高くそれぞれ記譜される。ワーグナー自身は後に記譜法を変更し、変ホ調（E♭）のテナー（長6度高い）と変ロ調（B♭）のバス（1オクターブと長2度高い）という形で楽譜を書いている（『ワルキューレ』と『ジークフリート』で見られる）が、実際の楽器の調性が変わった訳ではない。ワーグナー以後の作曲家は、さらに1オクターブ高く移調して書いている(例：ブルックナー交響曲第7番、R.シュトラウス『エレクトラ』)。こちらの書き方の方が一般的である。
現在では、ダブルホルンのように一本の楽器でB♭管テナーとF管バスを切り替えて使用できる物も製造されている（例えばなど）。ダブルホルンをまねて、ダブル・ワーグナーチューバという名でも知られる。しかし、これはワグナーの想定にはなかった楽器である。

## 使用法
ワーグナーチューバはテナー2本とバス2本の4本セットで用いることを想定して登場した楽器であり、ワーグナー以降は、ブルックナーがこの編成を踏襲している。しかし、この用法に限定されず、自由に採り入れられたケースもある（ストラヴィンスキーの『春の祭典』、バルトークの『中国の不思議な役人』ではテナーが2パートのみ、リヒャルト・シュトラウスの『アルプス交響曲』ではテナーが4パートのみ）。
なお、スコアに変ロ調のテナーチューバ（Tenortuba, Tenor Tuba, Tuba tenore、そしてそれらの複数形など）が指定されている場合は、ワグナーチューバのテナーを想定している場合と、テノールホルンやバリトン、ユーフォニアムが想定されている場合とがある。両者の判別は、ホルンからの持ち替えがあるか否かが決定的であるが、記譜法や、現場の慣例、指揮者の指示により、作曲者の意図とは別の楽器で実演される場合もある。

## 使用例
ワーグナーチューバの使用例は決して多いとは言えないが、ワーグナーの『ニーベルングの指環』の他にも、ブルックナーの第7番・第8番・第9番の交響曲、リヒャルト・シュトラウスの楽劇『エレクトラ』『影のない女』や『アルプス交響曲』、ストラヴィンスキーの『火の鳥』や『春の祭典』、シェーンベルクの『グレの歌』、バルトークの『中国の不思議な役人』などで見ることができる。
ワーグナーチューバが主役となる作品は極めて限られる。イギリスの作曲家アンドリュー・ダウンズ（Andrew Downes）は、2005年に8本のワーグナー・チューバのための《5 Dramatic Pieces》を作曲した。ドイツのボーフム交響楽団（Bochumer Symphoniker）にはワーグナーチューバによる四重奏団があり、世界中からレパートリーを探している。